# Енди Керол
Ендру Томас Керол (енгл. Andrew Thomas Carroll) јесте енглески фудбалер.

## Клупска каријера
Керол је започео своју каријеру у Њукасл јунајтеду. Током свог боравка у том клубу, једну сезону је провео на позајмици у Престон Норт Енду, где је и постигао свој први лигашки гол.
Прешао је у Ливерпул последњег дана зимског трансфер рока (31. јануар 2011.). Купљен је да би заменио Фернанда Тореса, који је те зиме прешао у Челси. Керолов трансфер је коштао 35 милиона фунти, што га чини најскупљим играчем којег је Ливерпул купио. То је и највећа цена која је плаћена за неког британског фудбалера од стране било ког клуба. Прва два погодтка за Ливерпул је постигао против Манчестер ситија у априлу 2011. године.

## Репрезентација
Керол је у септембру 2007. одиграо прву утакмицу за енглеску репрезентацију до 19 година. У августу 2009. је позван у репрезентацију узраста до 21. године. За енглеску фудбалску репрезентацију је први пут позван на пријатељску утакмицу која се играла против Француске. Свој први гол за репрезентацију је постигао у пријатељској утакмици против Гане.

## Трофеји

### Њукасл
- Чемпионшип (1) : 2009/10.

### Ливерпул
- Лига куп (1) : 2011/12.